# 特克斯角灣
77°40′S 166°44′E / 77.667°S 166.733°E
特克斯角灣是南極洲的海灣，位於羅斯島西部，處於特呂格弗角和特克斯角之間，該海灣以特克斯角命名，現時由南極條約體系管理。